# Chris Furrh
Chris Furrh, född 18 december 1974 i San Marcos i Texas, USA, är en före detta barnskådespelare. Han är mest känd för att ha spelat rollen som Jack i Flugornas herre. Han har även medverkat i serien A Family for Joe och Disneys film Exile. Efter det slutade han med skådespeleriet. 